# Marvia Graha Motor

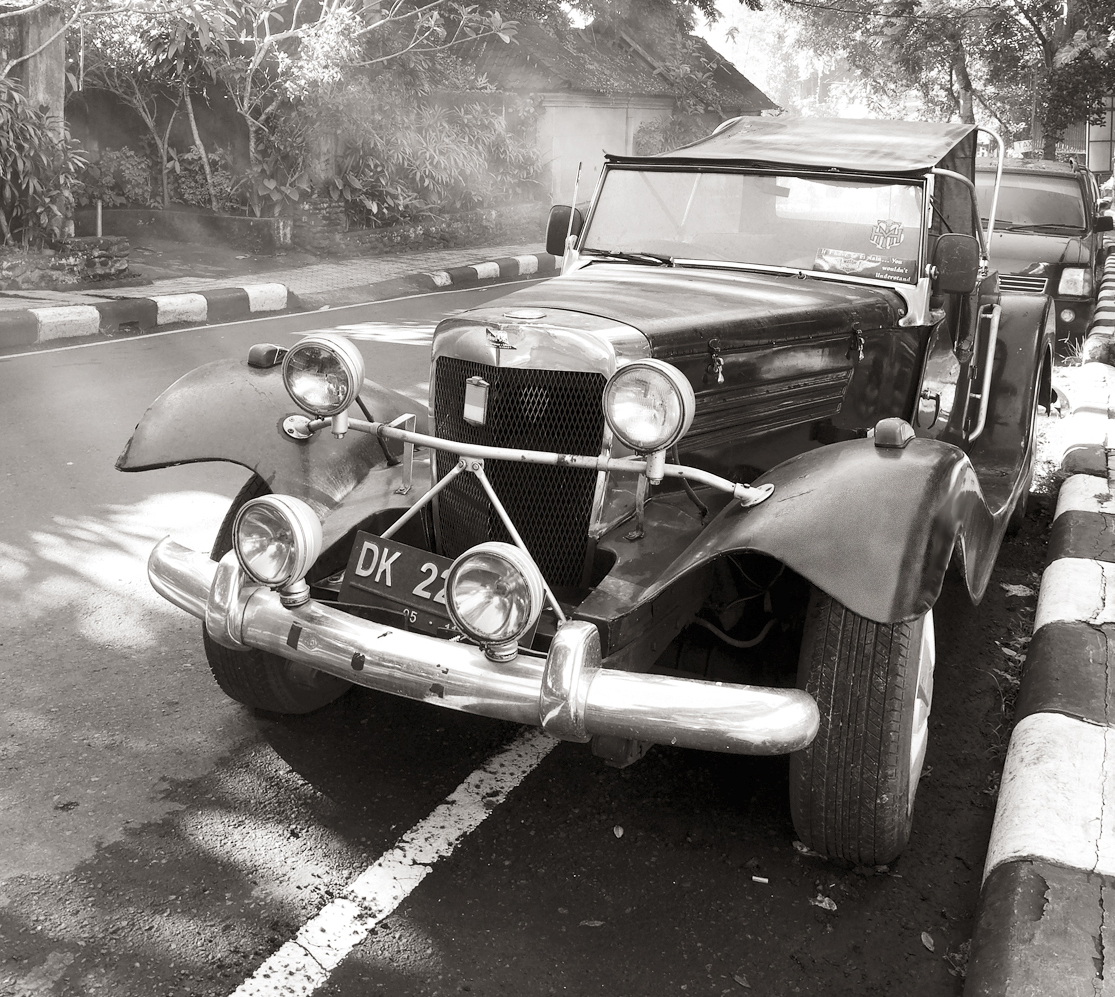
Marvia

PT Marvia Graha Motor war ein indonesischer Hersteller von Automobilen.

## Unternehmensgeschichte
Das Unternehmen aus Jakarta begann 1988 mit der Produktion von Automobilen. Der Markenname lautete Marvia. In den 1990er Jahren endete die Produktion.

## Fahrzeuge
Das Unternehmen stellte Nachbildungen klassischer Automobile her. Die Basis bildeten Suzuki SJ 410 und Suzuki Carry, sowie Fahrzeuge von Mazda. Die Karosserie bestand aus Fiberglas. Als Vorbilder sind Mercedes-Benz SSK, AC Cobra und Porsche überliefert.